# 札幌航空交通管制部
札幌航空交通管制部（さっぽろこうくうこうつうかんせいぶ）は北海道札幌市東区北37条東26丁目に所在した航空交通管制部（国土交通省の地方支分部局）で、部内の航空管制機関である札幌管制区管制所（英語:  Sapporo area control center; Sapporo ACC）で、航空路管制業務や進入管制業務などを行っていたが、航空交通管制部が管轄する空域の再編を行うことに伴い、2024年（令和6年）10月1日で廃止。新千歳空港事務所札幌分室に転用された。

## 概要
1966年設置。札幌飛行場に隣接する形で所在。福岡飛行情報区(福岡FIR)のうち、東京航空交通管制部（東京ACC）より北にある、3つのセクター（空域）を担当する。大まかには、岩手県・秋田県以北の東北・北海道の陸上部のうち高度33,500ft以下の空域を担当する。北から西にかけてウラジオストクFIR、南は東京ACC、周辺海上および上空は福岡ACCが管轄する洋上管制区と接していた。
2024年（令和6年）3月21日には札幌ACCの上下分離および洋上分離が実施され、高高度および洋上部が福岡航空交通管制部（福岡ACC）への移管が行われた。同年4月1日には施設内に「新千歳空港事務所札幌分室」を設置。4月16日にはS31, S34セクターを廃止し、ターミナル空域管制（白神進入管制区）(日高進入管制区)が導入され、「新千歳空港事務所札幌分室」の業務が開始された。
2024年（令和6年）10月1日に札幌ACCを廃止される政令が公布され、2024年10月1日発効のAIPにて、担当空域は東京ACCに編入された。

## セクター
2022年6月13日発効のAIPによる。3空域が設定されている。いずれも高度は33,500ft未満。
- S21 ：渡島半島・青森県津軽。このうち津軽地区は24,500ftより上空。
- S22 ：東北地方。津軽地区は24,500ftより下の空域。
- S30 ：S21、F01にかかる知床半島を除く北海道全般。